# Bishangarh Fossae
Le Bishangarh Fossae sono una struttura geologica della superficie di Encelado.